# Miasto Karlovac
Miasto Karlovac (chorw. Grad Karlovac) – jednostka administracyjna w Chorwacji, w żupanii karlowacka. W 2011 roku liczyła 55 705 mieszkańców.